# Willem Tichelaar

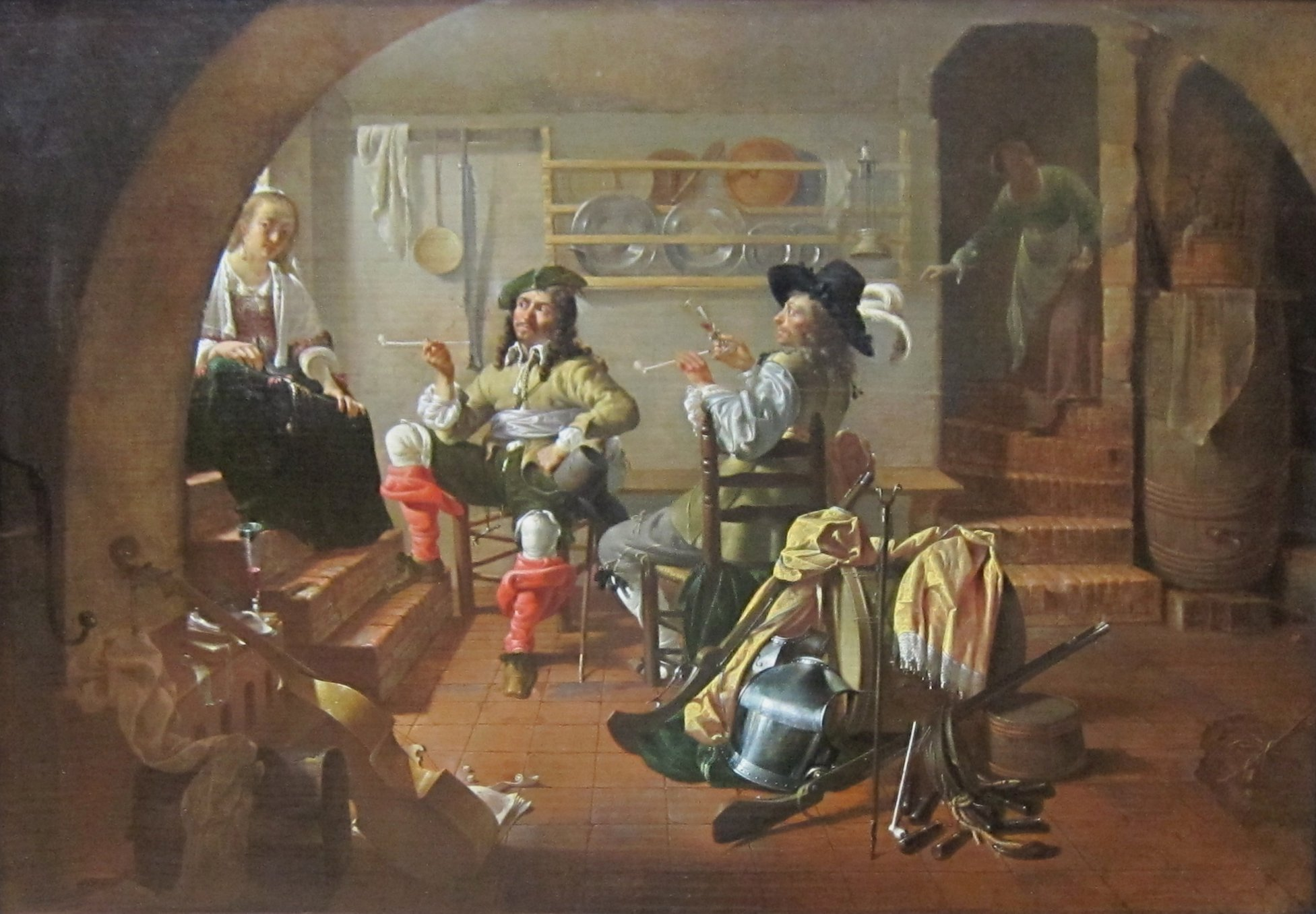
Rokende officieren in een keuken of kelder met een viola da gamba in de hoek, door Jacob Duck

Willem Tichelaar (Oud-Beijerland, ca. 1642 – Den Haag, ca. 1714) was een barbier uit Piershil op het eiland Hoeksche Waard en de zoon van een smid. In het Rampjaar verspreidde Tichelaar het verhaal dat Cornelis de Witt hem had gevraagd een moordaanslag voor te bereiden op prins Willem III. De Witt werd daarop gearresteerd. Uiteindelijk leidde een en ander tot de moord door Haags gepeupel op Cornelis en zijn broer Johan de Witt. 

## Voorgeschiedenis
De Witt was een belangrijk regent in de regio. Hij maakte deel uit van de Dordtse vroedschap, baljuw van Beijerland, dijkgraaf van Mijnsheerenland en ruwaard van het eiland Putten. De Witt had Willem Tichelaar eens berecht voor een misdrijf dat hij begaan had. Voorafgaand aan wat volgt, ging Tichelaar naar het campement van het Staatse leger met een vrouw van lichte zeden en kwam terug met een hoop geld.

## Beschuldiging en veroordeling

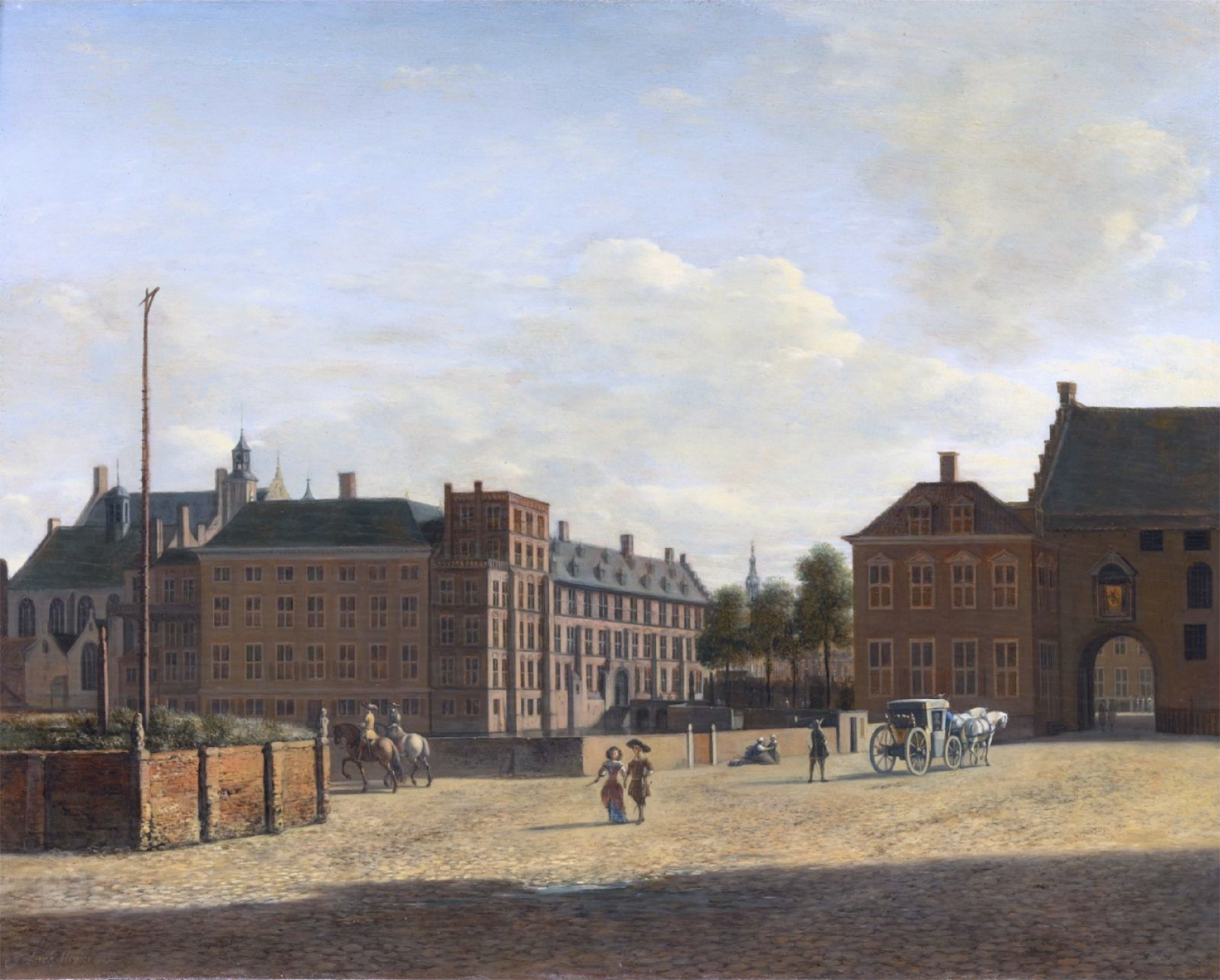
De gevangenpoort, het groene zoodje en het stadhouderlijk hof op de achtergrond, door Gerrit Adriaensz Berckheyde

Op 7 juli 1672 vroeg Tichelaar een onderhoud bij De Witt aan. Het gesprek ging over een op handen zijnde huwelijk van Willem III met een Engelse prinses, waar hij op tegen was. Tichelaar beweerde een week later dat De Witt hem bij die gelegenheid had ingehuurd om een moordaanslag voor te bereiden. 
Op 24 juli 1672 werd Cornelis opgesloten in het Torentje in Den Haag, maar ook Tichelaar zelf. Tijdens een ziekte van Johan de Witt benoemden de Staten van Holland snel Willem III tot stadhouder. "Voor De Witt was dit aanleiding om op 4 augustus zijn ontslag aan te vragen. Op 6 augustus werd Cornelis overgebracht naar de Gevangenpoort. Na 3,5 uur op de pijnbank te hebben doorgebracht had De Witt nog steeds niet bekend. Omdat Cornelis de eerdere ontmoeting met Tichelaar ontkende, werd hij veroordeeld zonder een strafbaar feit te hebben gepleegd. Tichelaar werd onvoorwaardelijk vrijgelaten en Cornelis, ondanks dat geen schuld kon worden aangetoond, veroordeeld tot ontheffing uit al zijn ambten, levenslange verbanning uit Holland en betaling van de proceskosten. Cornelis noemde de uitspraak bespottelijk en vroeg om de beweegredenen van de raadslieden, die hem niet te woord wilden staan.
Op woensdagavond 17 augustus bracht de stadhouder een laat bezoek en zijn verwanten Willem Adriaan I van Nassau-LaLecq en William Nassau de Zuylestein. Op 18 augustus werd Johan Maurits van Nassau-Siegen uitgenodigd om voor dringende zaken naar het legerkamp van de prins te komen.

## Moord

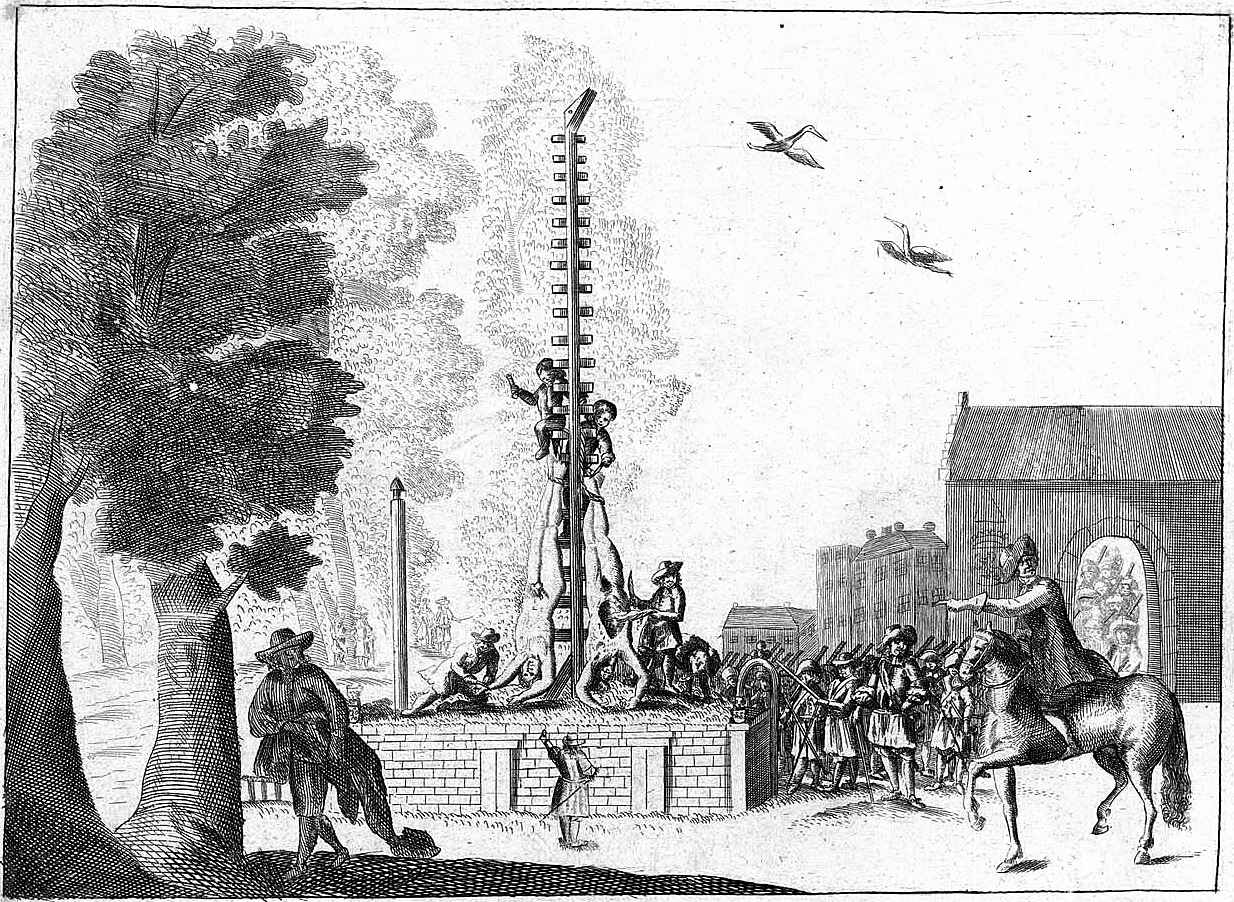
Op deze tekening is het ophangen van de lichamen van Cornelis en Johan de Witt afgebeeld. Rechts is de Gevangenpoort

Om half tien 's ochtends van zaterdag de 20e augustus wandelde de vrijgelaten Tichelaar de Gevangenpoort uit en sprak de door Oranjegezinden opgeruide menigte toe en herhaalde de moordplannen op de prins. 'Zotte wijven', aldus een dagboekschrijver, kusten Tichelaars handen, omdat hij door zijn aanbrengen de prins van een zekere dood verlost had.

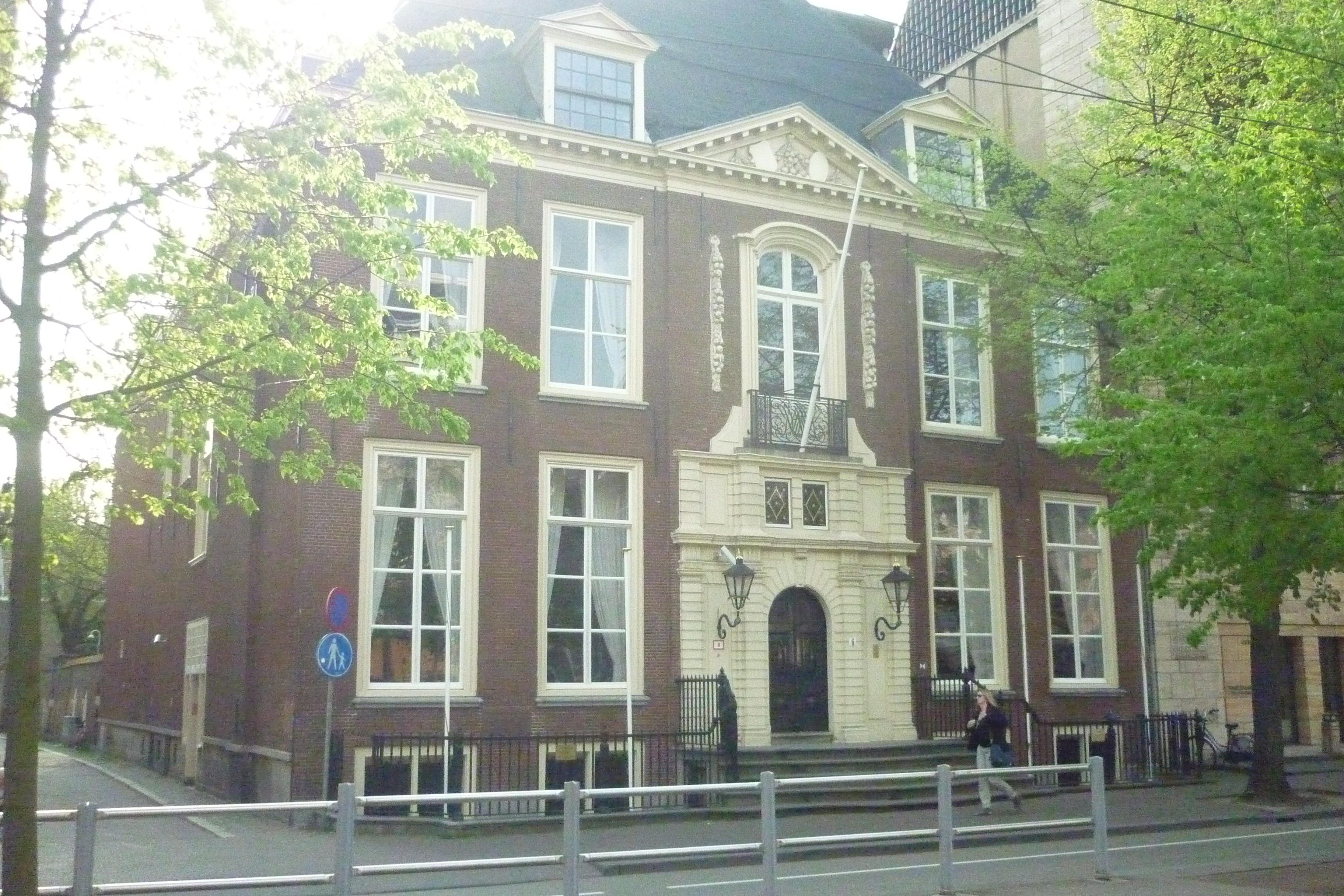
Johan de Witthuis

Vervolgens is Johan de Witt in de val gelokt door het dienstmeisje van de cipier dat hem vroeg zo snel mogelijk naar zijn broer te komen. Hij vertrok onmiddellijk van zijn huis naar de Gevangenpoort. Na een overleg van een half uur besloten de beide broers in hoger beroep te gaan. Vanwege de toeloop en de woedende menigte was het voor Johan onmogelijk de Gevangenpoort te verlaten. Misschien ging het om een zorgvuldig geplande moordaanslag door de kliek rond de Orangist Johan Kievit en zijn zwager Cornelis Tromp, met medewerking van drie agenten van Willem III. Tegen half vier 's middags gaven ze de schutters van het blauwe vendel drie borrels in de herberg van Beukelaer en verklaarden dat de juiste tijd was aangebroken om de prins te helpen. Een cavalerie die de gevangenis beschermde, kreeg het bevel te vertrekken na een valselijk bericht over plunderende boeren die Den Haag naderden. Vervolgens drongen de opgewonden schutters de gevangenis binnen door met een moker de deur in te slaan. Ze joegen de broers naar buiten met schoppen en slagen. De Witt kreeg met de kolf van een musket een slag in zijn nek en viel voorover. Met een pistool is hij doodgeschoten; zijn broer onderging hetzelfde lot. De kleren werden van hun lijf getrokken, en ze zijn naakt aan hun benen opgehangen op het Groene Zoodje aan de Vijverberg, waar het schavot stond opgesteld. Toen moesten de lijken het verduren: lichaamsdelen als vingers, tenen, oren en neuzen werden aan de omstanders bij opbod verkocht.

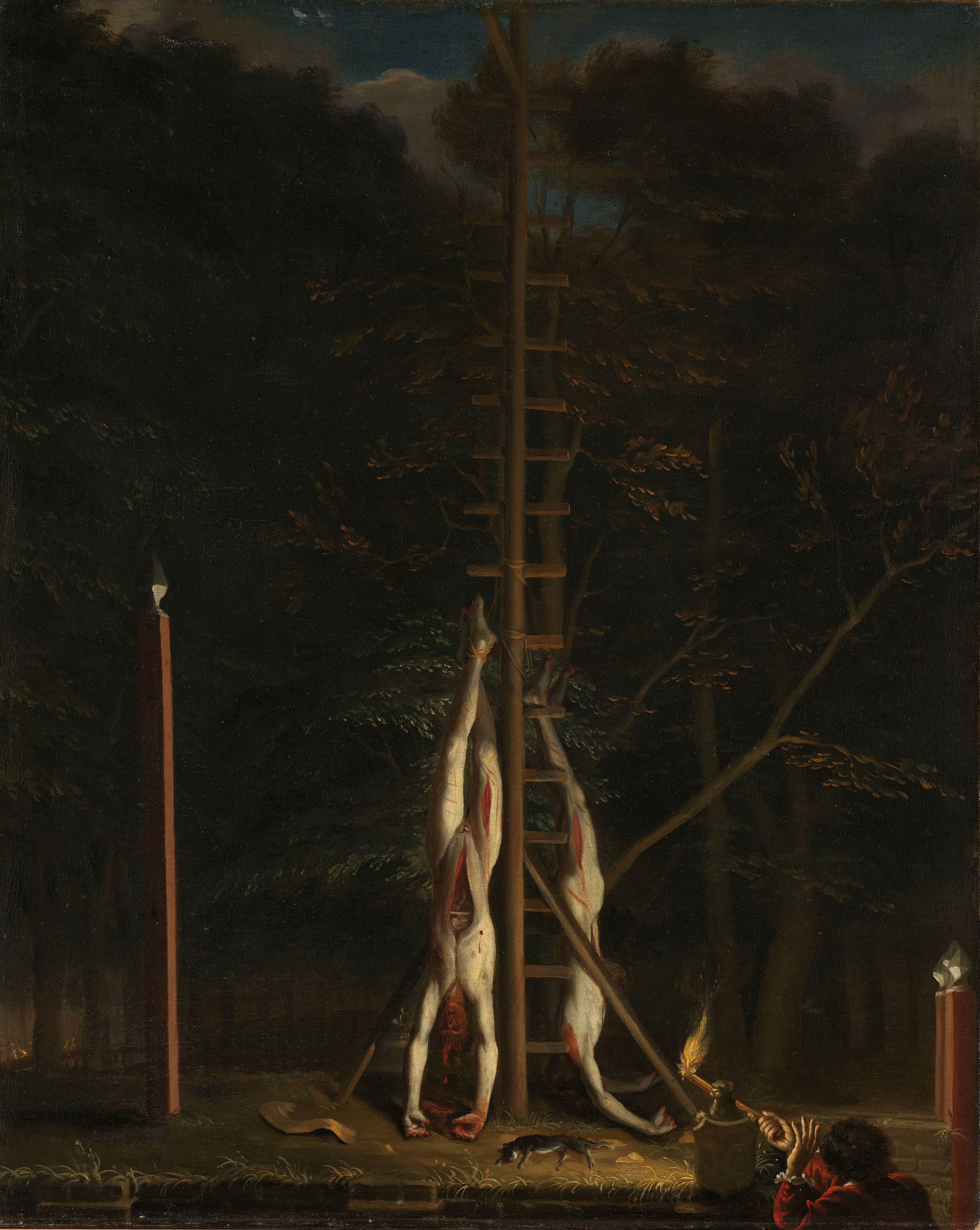
De lijken van de gebroeders De Witt, bij het licht van een flambouw. Het lichaam van Johan hangt één sport hoger. Het geslachtsdeel van zijn broer werd aanvankelijk afgedekt met een dode kat, die door Jan de Baen op de grond liggend is afgebeeld.

Tegen achten in de avond, volgens Jan Wagenaar (geschiedschrijver) tegen half tien, heeft Hendrik Verhoeff (afkomstig uit Woerden) de harten uit hun lichaam gesneden; ze zijn nog jaren tentoongesteld door deze zilversmid, die ze bewaarde in terpentijnolie. Een vinger en tong, waarvan verondersteld wordt dat ze afkomstig zijn van de gebroeders De Witt, zijn te zien in het Haags Historisch Museum.
Willem Tichelaar kreeg officieel voor zijn verraad jaarlijks 400 gulden van de prins van Oranje, officieus 800 gulden. Tevens is hij benoemd tot luitenant van Joan François van Schagen, heer van Heenvliet, de nieuwe ruwaard van Putten. Hij gedroeg zich in die betrekking zóó schandelijk, dat hij (in 1681) werd afgedankt. Hij verviel na den dood van Willem III, van wien hij (tot 1702) een jaargeld trok, tot de diepste armoede. Men heeft hem, in hoogen ouderdom, op krukken, in den Haag zien bedelen.

## Bron
- Waerachtigh verhael van 't gepasseerde in, ende omtrent der saecken tusschen Willem Tichelaar, Mr. Chirurgijn tot Piershil en Mr. Cornelis de Witt, Ruward van Putten, Nopende de comporatie tegens Sijn Hoogheyt den Heere Prince van Orangien enz. Gedruckt voor den Autheur en Liefhebber van ons. Vaderlandt. Anno 1672.